# Icona di Santa Eudocia

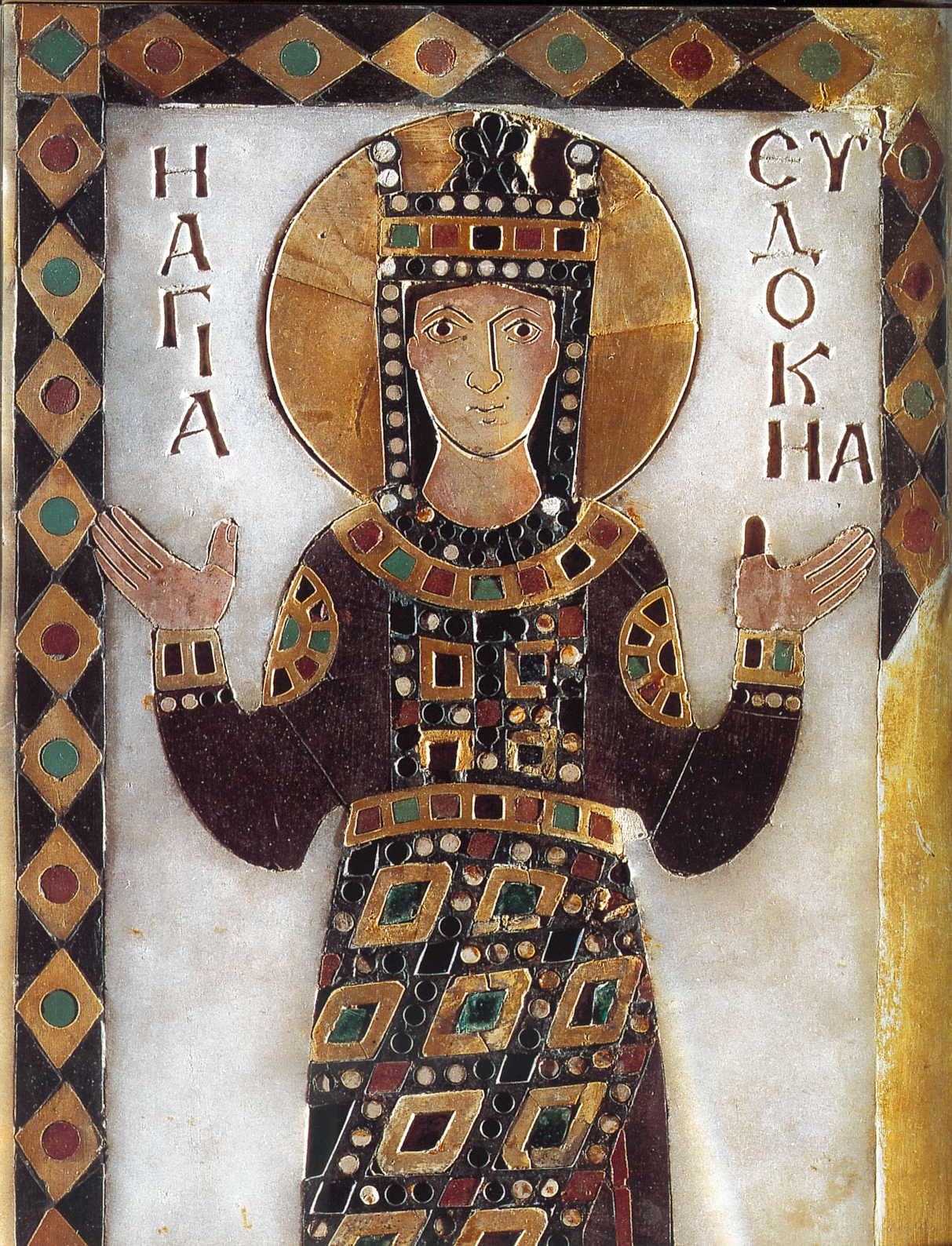
La parte alta dell'icona.

L'icona di Santa Eudocia o Eudokia, è un'icona del X secolo, fatta nell'impero bizantino, in onore della santa Elia Eudocia. L'opera in questione è di grandezze: 67 x 28 cm. Quest'icona è conservata a Istanbul nel museo archeologico.

## Descrizione dell'icona
L'icona in questione è dedicata a Elia Eudocia fatta santa dai romei, ella visse nel V secolo, ed era moglie dell'imperatore Teodosio II. Quest'icona, proveniente dalla chiesa della Theotokos Panackranthos e conservata nei Musei archeologici di Istanbul, è molto emblematica, come d'altronde la maggior parte delle icone bizantine, che mandano un richiamo alla preghiera da parte del fedele. La figura di Eudocia è molto stilizzata, questo e per dar importanza alla figura spirituale di Eudocia, e non a quella fisica, la stilizzatura è data ancor di più dalla veste imperiale che annulla quasi totalmente le forme del corpo. La figura stilizzata è data anche dalla faccia piatta, e dai tratti stilizzati. L'icona ha molte ripetizioni nella sua composizione, questo lo possiamo notare dalla cornice, nonostante sul lato sinistro (guardano dall'impostatura della santa) sia andata quasi completamente perduta. Un'altra rovinatura è sull'angolino in basso a destra, vi è un continuo uso della stessa cornicetta con uno scambio di pietre dal rosso al verde. Le ripetizioni vi sono anche nel abito imperiale della santa, da cui si vede, che sopra a una tunica di color marrone arrossato (in pasta di vetro per mosaici), vi sono dei motivi con delle pietre preziose rosse e verdi, riportandoci al motivo della cornicetta, questo motivo vi è anche sulla cintura della santa, e anche sulla corona imperiale. Aspetto importante dell'arte bizantina, è che le immagini non hanno un piano d'appoggio, come in questa icona, infatti le immagini sembrano galleggiare in aria. 

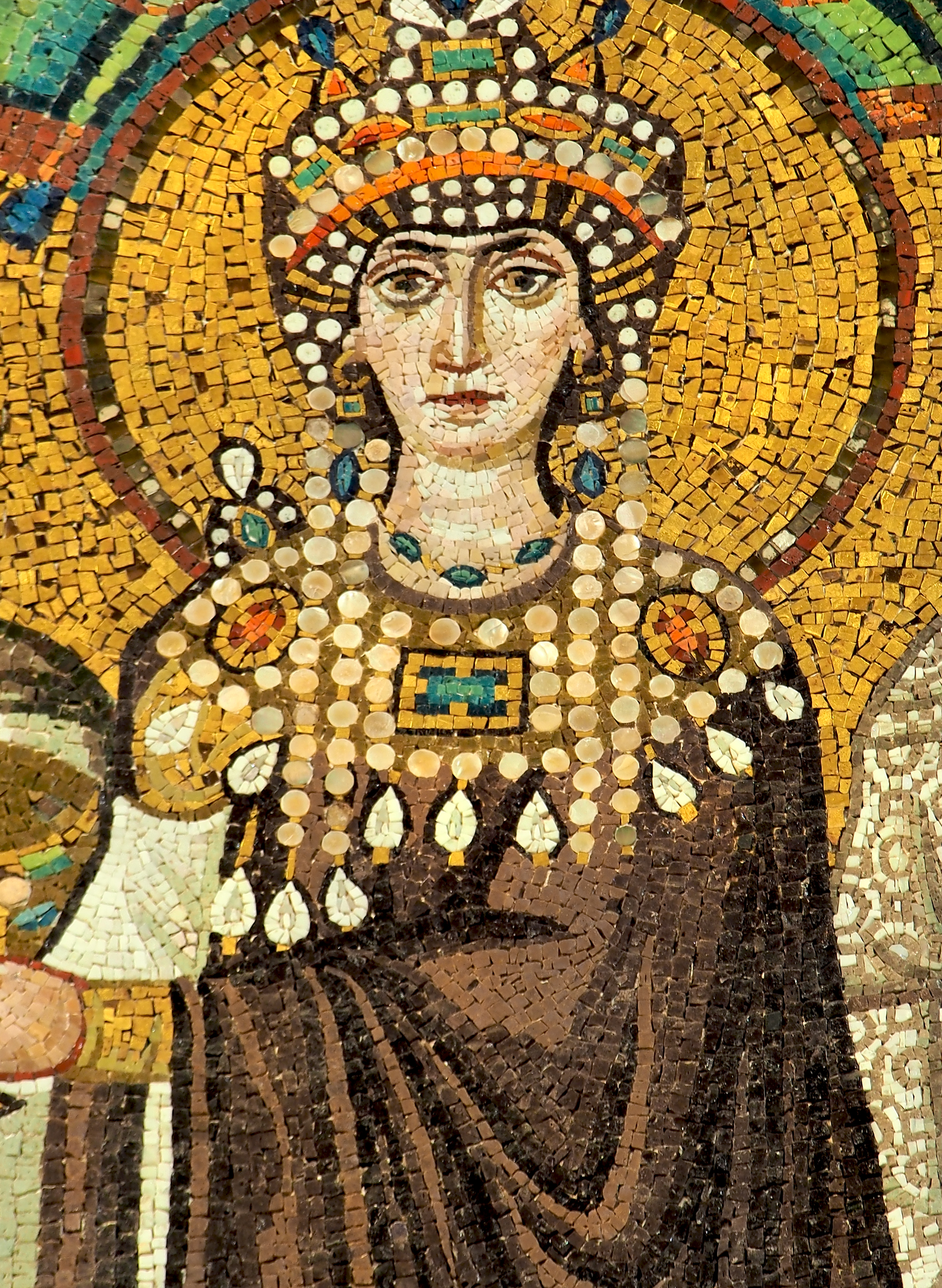
L'imperatrice Teodora in un particolare dei mosaici della basilica di San Vitale a Ravenna.

Si vede come negli anni l'iconografia dell'imperatrice bizantina sia rimasta ugual, e questo lo possiamo notare anche dall'immagine di Teodora nei mosaici della basilica di San Vitale a Ravenna. Per i bizantini era più importante l'uso di ricchi materiali, invece che la bravura dell'artista, infatti in quest'icona vi è la lavorazione in marmo intarsiato d'oro, che sta a significare la luce divina di Dio.

## Mostre
Da fine febbraio del 2007, l'icona di Santa Eudocia, è stata ospite della mostra sulla civiltà turca, che si è tenuta nelle Scuderie del Quirinale (Roma), fino al 31 marzo dello stesso anno, venendo esposta come l'opera manifesto della mostra.